# Otto von Kerpen
Otto von Kerpen (?, 12. század – Akko, 1208) a Német Lovagrend második nagymestere. A Rajna vidékéről származott. Családnevét a Gilesheim melletti Kerpenben levő kastélyról kapta.

Kereszteslovagként került a Szentföldre, ahol csatlakozott az Acre-ban (Akkó) egy betegápoló testvériségből alapított Német Lovagrendhez, s annak 1200-tól vezetője lett. Elődje a nagymesteri székben Bassenheimi Walpot Henrik volt.
1208-ban halt meg Acre-ban.